# C. Kumar N. Patel
Čandra Kumar Naranbhai Patel (* 2. července 1938 v Baramati) je indický fyzik a elektrotechnik. V roce 1963 vyvinul plynový CO2 laser, který je dnes široce užíván v mnoha oblastech, např. v průmyslu při řezání laserem a svařování, jako chirurgický skalpel nebo v dermatologii. Protože zemská atmosféra relativně dobře propouští infračervené světlo, je CO2 laser využíván i jako dálkoměr.

## Biografie
Patel se narodil 2. července 1938 ve městě Baramati (kraj Pune, svazový stát Maháráštra, Indie). Na College of Engineering univerzity v Puné získal titul bakalář. Magisterský (1959) a doktorský titul (1961) v oboru elektrotechnickém však získal až na Stanfordově univerzitě v USA.
V roce 1961 nastoupil do Bellových laboratoří, kde se postupně dostal až na pozici výkonného ředitele pro Vývoj, Materiálový výzkum a Divize pro inženýrské a akademické záležitosti u AT&T Bellových laboratoří v Murray Hill, New Jersey. Tam také započal se základním výzkumem chování laseru v inertních plynech a rovněž i dokončil vývoj plynového CO2 laseru. Patelův objev rezonančního působení laseru v oxidu uhličitém (1963) a účinnost přenosu rezonanční energie mezi molekulami (1964) vedl k sérii experimentů, které předvedly schopnost CO2 laseru vyvolat vysoké energetické stavy a pulsní výstupní výkon při relativně vysoké účinnosti.
Patel byl v roce 1993 jmenován prorektorem pro výzkum na Kalifornské univerzitě v Los Angeles, kde působí jako profesor fyziky.
V roce 2000 založil vlastní společnost Pranalytica, která se zaměřuje na výrobu zařízení a přístrojů v oblasti infračerveného laseru a měřičů plynu.
Patel je ženatý (Shela) a má dvě dcery (Neela, Meena).

## Vynálezy
Kromě vynálezu CO2 laseru se podílel na vývoji infračerveného Ramanova laseru. Patel je držitelem 36 patentů v USA souvisejících s laserem a jeho aplikacemi.

## Ocenění
Patel získal množství cen a hodností.
- Medaile Adolpha Lomba (1966, Optical Society of America)[5]
- Coblentzovu cenu (1974, American Chemical Society)[6]
- Honor Award (1975, Association of Indians in America)
- Lammeho medaile (1976, IEEE)[7]
- Zworykin Award (1976, National Academy of Engineering)
- Townesova medaile (1982, Optical Society of America)[8]
- Thomas Alva Edison Science Award (1987, New Jersey Governor)
- Hon. D.Sc (1988, New Jersey Institute of Technology)
- Cena George E. Pakeho (1988, American Physical Society)[9]
- Medaile Frederica Ivese (1989, Optical Society of America)[10]
- Medal of Honor (1989, IEEE)[11]
- National Medal of Science (1996, National Science Foundation) – za jeho zásadní příspěvek ke kvantové fyzice a vynálezu CO2 laseru, který měl významný dopad na průmysl, vědu, medicínu a vojenské aplikace[12]

## Členství
Je členem mnoha amerických institucí:
- National Academy of Engineering, National Academy of Science
- American Academy of Arts and Sciences
- American Association for the Advancement of Sciences
- American Physical Society
- IEEE
- Optical Society of America
- Laser Institute of America
- American Society of Laser Medicine